# ویسبادن-راینگاوفیرتل
ویسبادن-رهاینگاوفیرتل (به آلمانی: Wiesbaden-Rheingauviertel) یک منطقهٔ مسکونی در آلمان است که در ویسبادن واقع شده‌است. ویسبادن-رهاینگاوفیرتل  ۲۰٬۲۷۱ نفر جمعیت دارد.